# 710.
710. je drugo desetletje v 8. stoletju med letoma 710 in 719. 